# Хоакін Марія де Феррер-і-Кафранга
Хоакін Марія де Феррер-і-Кафранга (ісп. Joaquín María de Ferrer y Cafranga; 8 грудня 1777 — 30 вересня 1861) — іспанський військовий та політичний діяч, мер Мадрида, голова Сенату, очільник Ради міністрів Іспанії в травні 1841 року.